# 바보 용칠이 (드라마)
《바보 용칠이》는 1982년 12월 4일에 방영된 TV문학관이다.

## 줄거리
용칠(안대용)은 성격이 워낙 선량하고 순박한 청년이다. 그 때문에 주변 사람들은 용칠에게 '바보'라는 별명 혹은 멸칭을 붙여 준다. 용칠은 주인댁의 소개로 필녀(이경표)라는 처녀와 결혼한다. 얼마 후 필녀는 남의 밭에서 목화를 훔치다가 동네 건달들에게 들키게 되는데...

## 출연
- 안대용
- 이경표
- 장학수
- 김순철
- 서우림
- 여운계
- 전원주
- 장미자
- 신수강
- 김윤형
- 최헌철
- 이춘식
- 김동완
- 이한수
- 고광우
- 이미경
- 이나야
- 방숙례
- 이제신
- 최우백
- 선동혁
- 최건호
- 최호창
- 최용팔
- 최용호
- 신상준